# Foho Hatubesilaun
Der osttimoresische Berg Foho Hatubesilaun (kurz Hatubesilaun) liegt im Westen des Sucos Atabae (Verwaltungsamt Atabae, Gemeinde Bobonaro), im Nordwesten des Landes. Er hat eine Höhe von 679 m und ist der Nebengipfel eines Berges weiter südwestlich, mit einer Höhe von etwa 704 m (Lage). Östlich des Gipfels des Hatubesilauns liegt auf einer kleinen Ebene in 610 m Höhe ein etwa 0,5 ha großer Bergsee, der Tapo Heleço. Zu dem See führt ein kleiner Weg aus dem Dorf Saburapo weiter südwestlich, vorbei an den beiden Gipfeln.